# Mohenjo-daro
Mohenjo-daro (in urdu موئن جودڑو‎?; in sindhi  موئن جو دڙو‎) è un'antichissima città risalente all'età del bronzo, situata sulla riva destra del fiume Indo, nell'attuale regione pakistana del Sindh, a 300 km a nord-nord-est di Karachi. Insieme ad Harappa, è una delle più grandi città della civiltà della valle dell'Indo (3300–1300 a.C.).
Mohenjo-daro significa letteralmente il "monte dei morti", nome che condivide con Lothal.
Si estende per circa 100 ettari. È divisa in due settori: una cittadella e una città bassa. Sulla cittadella si trova una struttura in mattoni cotti a forma di vasca, soprannominata il Grande Bagno, un enorme granaio e uno stupa, nonché un tempio buddista più tardo.
Avendo sofferto poche degradazioni nell'età moderna, il suo stato di conservazione è migliore di quello di Harappa, ed è, di conseguenza, un'importante fonte di informazioni sulla civiltà cui apparteneva.
La città è stata costruita nel corso del III millennio a.C. ed è stata abbandonata alla fine del XVIII secolo a.C., verosimilmente a causa della variazione del corso di un fiume.

## Scoperta di una civiltà sconosciuta

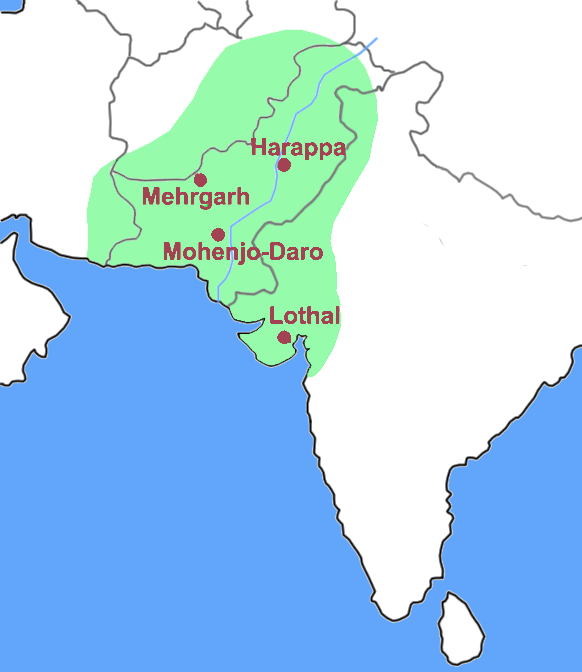
Antiche città della valle dell'Indo

Il sito è stato riscoperto nel corso degli anni venti. Tra il 1922 e il 1927, degli scavi in grande scala vi sono stati avviati da Rakhal Dâs Banerjî e sono stati portati avanti da Madho Sarup Vats e Kashinath Narayan Dikshit sotto la direzione di John Hubert Marshall. Ernest MacKay ha effettuato altri scavi dal 1927 al 1931. Mortimer Wheeler portò a termine questi lavori nel 1950 con scavi di minore portata.
I lavori condotti sul sito hanno consentito di liberare un centinaio di ettari di rovine della città, dieci volte di più di ciò che era stato scoperto negli anni venti, ma probabilmente solo un terzo della superficie totale da studiare. Con Mohenjo-daro per la prima volta sono state portate alla luce vestigia della civiltà della valle dell'Indo di cui fino ad allora si ignorava l'esistenza.
Mohenjo-daro non è stata costruita per giustapposizione di edifici innalzati nel corso del tempo ma, come le altre città della civiltà dell'Indo, Harappa, Kâlîbangan o Lothal, rivela una urbanizzazione studiata e pianificata nel tracciato delle strade, che formano una griglia in cui almeno un viale largo 10 metri divideva la città bassa in due zone. In effetti esiste, come negli altri siti dell'Indo, una divisione della città in due parti denominate tradizionalmente la cittadella o città alta e la città bassa. Le costruzioni sono fatte di legno indurito col fuoco, di mattoni seccati al sole, comuni in Mesopotamia o cotti al forno, una caratteristica dell'Indo che assicurava una maggiore longevità agli edifici. Questi ultimi seguivano le regole dimensionali standardizzate nella civiltà dell'Indo, con la larghezza doppia dell'altezza, la lunghezza doppia della larghezza.

## Le due città
La popolazione della città è stimata in circa 70.000 persone. Gli scavi hanno rivelato che le case di abitazione erano spesso munite di una sala da bagno e di un sistema di drenaggio delle acque sporche, comfort probabilmente inventato da questa civiltà, così come i granai.
La cittadella possiede un Grande bagno, l'antenato dei bâoli o dei serbatoi che si ritrovano in tutta l'India e nello Sri Lanka, di 14 m di lunghezza e 9 m di larghezza, con una profondità di 2,40 m. Questo serbatoio è circondato da piccole lastre una delle quali protegge un pozzo. La cittadella è dotata anche di enormi granai di m 50 x 20, una grande struttura residenziale. La scoperta forse più inattesa è quella di un edificio con un ipocausto, probabilmente per riscaldare l'acqua del bagno.
Ad est della città alta, si trova la città bassa, molto estesa, in cui si trova lo schema a griglia delle strade. Queste sono dritte, affiancate dai sistemi di scolo. Le strade formano dei blocchi di edifici di 390 x 260 m. Le costruzioni hanno un tetto a terrazza, presente anche nel mondo indiano contemporaneo, sostenuto da travi ed al quale si accede solitamente con una scala. Alcune erano probabilmente di due piani e la maggior parte usufruivano di una piccola sala da bagno. Le case sono di dimensioni diverse, alcune piccole, altre più ampie che presentano un cortile interno, senza aperture sulla strada e che si aprono su un vicolo, per meglio isolarsi dalla agitazione presente nelle strade principali.

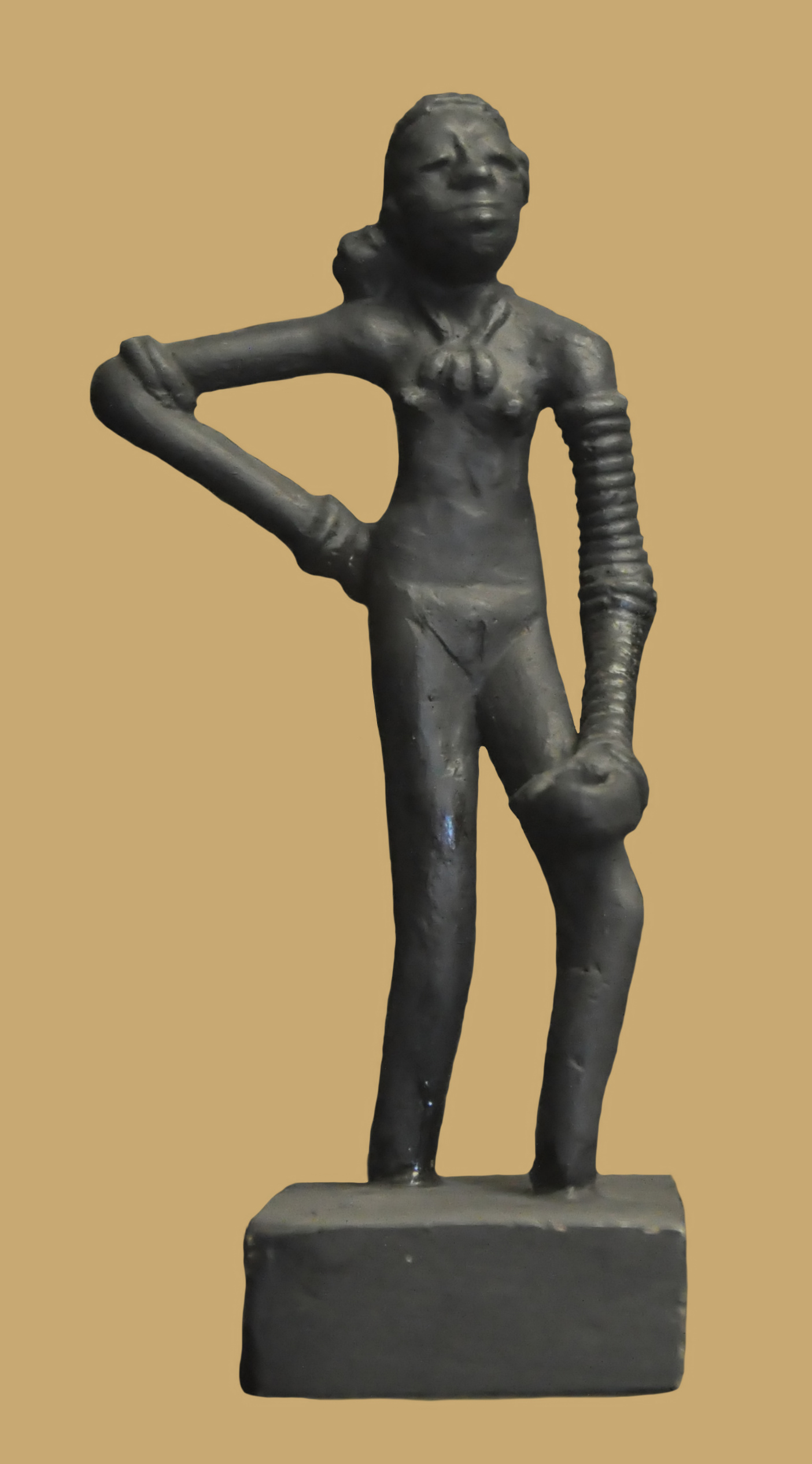
La "Ballerina"

Sono stati scoperti forni di vasai, vasche per tintura, officine per lavorare i metalli, per la produzione di perle e lavori di ceramica vetrificati. Gli abitanti della città sapevano padroneggiare l'irrigazione e controllavano le piene del fiume. Nel corso degli scavi sono stati ritrovati numerosi sigilli con iscrizioni, così come anche opere più rare, in pietra come la statuetta di steatite (alta 17,7 cm) detta, in modo sicuramente inappropriato, il Re-sacerdote o quella in bronzo nota col nome di Ballerina.

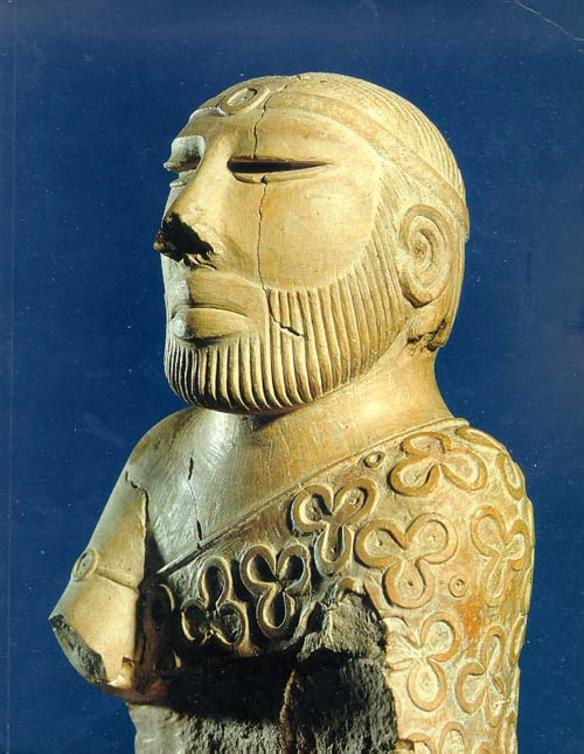
il cosiddetto Re-sacerdote

Parte dei reperti sono custoditi ed esposti nel Museo Nazionale del Pakistan a Karachi.

## La società
I manufatti e gli altri oggetti indicatori scoperti nel sito permettono agli archeologi di farsi un'idea su questa civiltà, della quale non abbiamo ancora potuto decifrare la scrittura. Le somiglianze nella pianta e nelle costruzioni tra Mohenjo-Daro e Harappa indicano che entrambe facevano parte della stessa area culturale e che forse condividevano lo stesso governo. Le due città sono state costituite con mattoni di forma e dimensione standardizzate, appartenevano forse allo stesso periodo e la loro dimensione suggerisce che si trattasse di capitali regionali. Al contrario di altre civiltà, le sepolture sono molto semplici, senza oggetti funebri notevoli per ricchezza. Da ciò si è potuto dedurre che questa società ignorava la divisione in classi sociali. Nelle città dell'Indo in generale e a Mohenjo-Daro in particolare non è stata trovata alcuna struttura chiaramente identificabile come un palazzo o un tempio. Popolo agricolo probabilmente tranquillo, non si trovano tracce di alcuna attività militare, anche se è stato accertato l'impiego di coltelli, di lance e di punte di freccia di rame e di bronzo. Le città erano, peraltro, munite di fortificazione.
La città è stata distrutta e ricostruita almeno sette volte. Ogni volta la nuova città veniva ricostruita sopra la vecchia. La causa dell'ultima e definitiva distruzione non è stata ancora identificata. La scoperta dei resti di 24 scheletri (gli unici trovati in tutta la città) con tracce di calcinazione e carbonizzazione e di campioni di roccia, vasi, mattoni e varie suppellettili vetrificate, lascia supporre che la città sia stata rasa al suolo da una repentina devastazione con presenza di elevate temperature, come ad esempio un vasto incendio o, ipotesi meno probabile, l'impatto di un meteorite. Alcuni studiosi suppongono che il fiume li abbia costretti a abbandonare la città perché a causa di una diga cambiò il suo corso.

### Ipotesi pseudo-scientifiche
Secondo alcune teorie pseudo-scientifiche come quella degli Antichi astronauti la distruzione della città fu dovuta ad un'esplosione di tipo nucleare a seguito di una battaglia tra UFO, il che confermerebbe la presenza in un antico passato di alta tecnologia. Queste ipotesi si basano su alcune assunzioni, come il ritrovamento di scheletri che suggerirebbero una morte violenta e improvvisa e la presenza di alti livelli di radiazioni. Soprattutto la Vetrificazione dei manufatti di argilla ritrovati fa capire che solo un evento come un'esplosione atomica può giustificare tale modifica perché raggiungibile solo con temperature di almeno 2.000 gradi. 
Gli studiosi tuttavia rigettano queste ipotesi elencando una serie di fatti. Innanzitutto alcuni edifici della città sono ancora intatti, ma essi erano stati fatti con il fango, per cui non si può pensare che un’arma nucleare, il cui potere distruttivo principale è nella forza della sua onda d’urto, non sarebbe stata in grado di rovesciare alcuni edifici di mattoni di fango. Inoltre gli scheletri trovati non mostrano segni di morte improvvisa, anche perché la data della loro morte varia a volte di centinaia di anni l'uno dall'altro e tutti i corpi erano stati sepolti. 
Riguardo alle affermazioni circa le presunte radiazioni, non si sa di preciso da dove provengano. Certamente piccoli livelli di radiazioni sono plausibili ma una presenza di forti quantità non è stata ancora rilevata scientificamente. Anche le prove di vetrificazione sono risultate, ad un esame approfondito, ristrette a piccole quantità di materiale e riconducibili a forme note e compatibili con l'epoca di sviluppo della città.